# Misenum
Koordináták: é. sz. 40° 47′ 10″, k. h. 14° 05′ 07″40.786111°N 14.085278°E

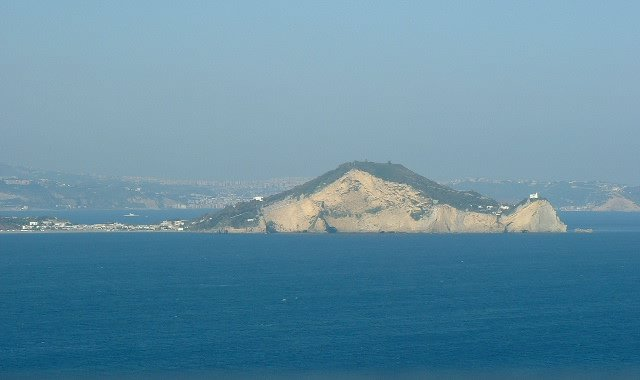
A Misenói-fok napjainkban

Misenum Campania egy fontos ókori kikötőjének helye volt a mai Dél-Olaszországban, a Pozzuoli-öböl nyugati végén, a Tirrén-tengeren.
A mítosz szerint Misenusról, Hektór társáról és Aeneas kürtöséről nevezték el. Mint azt Vergilius az Aeneis eposzban elmeséli, Misenus a kikötő közelében fulladt meg, miután kürtölési versenybe szállt Triton tengeri istennel. Az ókorban Misenum lett a római haditengerészet legnagyobb kikötője, hiszen ez volt a legfontosabb római flotta, a Classis Misenensis bázisa. Marcus Agrippa, Augustus jobbkeze alapította Kr. e. 27-ben. A kikötő fontossága a 4. században indult hanyatlásnak (de a hadiflottakikötő még az 5. században is működött).

## Misenumi egyezmény
Kr. e. 38-ban Misenumban kötött rövid életű megegyezést Octavianus, a későbbi Augustus császár és Sextus Pompeius, a kor egy másik nagyhatalmú politikusa és hadvezére.

## Tiberius
Misenum bővelkedett a római gazdagok luxusvilláiban is, hiszen a gyönyörű természeti környezet és a fontos városok, Puteoli (a mai Pozzuoli) és Neapolis (a mai Nápoly) közelsége jelentős vonzerő volt. Misenumban halt meg 37. március 16-án Tiberius, Róma második császára, aki szívesen töltötte itt idejét.

## A Pliniusok
Kr. u. 79-ben az idősebb Plinius volt a misenumi flottáért felelős praefectus, amikor az öböl másik oldalán kitört a Vezúv vulkán. A kitörés kezdetét látva Plinius közelebb ment, hogy jobban megfigyelje a jelenséget és segítséget nyújtson a mentésben, de a kitörés során ő is életét vesztette. Haláláról az ifjabb Plinius számolt be, aki ugyanekkor szintén Misenumban élt.

## Maradványok
Az ókori kikötő két részből állt, a külső részből, amelyet ma Porto di Miseno néven ismernek, és amelyet mólók védtek (maradványaik ma is léteznek), és a ma Mare Morto vagy Lucrinói-tó néven ismert belső kikötő. Az ókori város a külső kikötő déli részénél terült el, Miseno falu közelében, ahol megtalálták egy színház és fürdők maradványait.
Villák maradványai is fennmaradtak. A legnagyobb, a fok tetején Mariusé volt, aztán Lucullusé, majd a császároké. Az utak Misenumból északra Baiae, északnyugatra a mai Torregaveta (ma Bacoli része) mellett Cumae felé futottak.
A Misenum helyén kialakult modern Miseno, ma Bacoli város részét képezi.